# Estadio Alexander Botinni
Het Estadio Alexander Botinni is een multifunctioneel stadion in Maturín, een stad in Venezuela. 
Het stadion wordt vooral gebruikt voor voetbalwedstrijden, de voetbalclub Monagas Sport Club maakt gebruik van dit stadion. In het stadion is plaats voor 8.000 toeschouwers. Het stadion werd geopend in 1983.